# Le Premier siècle après Béatrice
Le Premier siècle après Béatrice ("det första århundradet efter Béatrice") är en franskspråkig roman från 1992 av den libanesiske författaren Amin Maalouf. Den handlar om en fransk entolog som upptäcker att det har börjat säljas ett preparat i tredje världen som gör att kvinnor kan välja att endast föda söner. Preparatet marknadsförs som en naturmedicin men är i själva verket framtaget av ett skrupelfritt läkemedelsbolag. Användandet av ämnet skapar demografisk obalans och får katastrofala följder.
Maalouf hade tidigare gjort sig känd för sina historiska romaner, och le Premier siècle après Béatrice avvek därmed genom att istället skildra en möjlig framtid. Boken finns bland annat översatt till danska och engelska.